# Leptotogea pulchella
Leptotogea pulchella là một loài tò vò trong họ Ichneumonidae.